# Le Lutrin
Pour les articles homonymes, voir lutrin.
Le Lutrin est une célèbre parodie épique de Nicolas Boileau, sous-titrée « poème héroï-comique ».
Tandis que les quatre premiers chants en sont antérieurs à l'Art poétique, puisque publiés entre 1672 et 1674, les deux derniers chants en virent le jour en 1683. Tout d’abord intitulé « poème héroïque » (épopée), Boileau y substitua le sous-titre de « poème héroï-comique » en 1698, sur les conseils de ses amis.
Son élaboration semble due à une gageure : Boileau aurait cherché à démontrer la possibilité de faire une épopée sur des sujets aussi minces soient-ils (en l’occurrence une dispute entre un trésorier et un chantre du chapitre). Le caractère parodique de l’œuvre est à entendre dans un tout autre sens que pour Le Virgile travesti par exemple. Au contraire de Scarron, Boileau ne cherche en effet pas à détourner un sujet sérieux, mais au contraire à bâtir une œuvre sérieuse sur un sujet insignifiant. S’il n’en détourne pas moins quelques canons épiques, en donnant par exemple à son poème un titre évoquant un meuble, en parodiant le fameux cano de l'Énéide de Virgile, en mettant en scène des personnages sans noblesse et des allégories pour le moins originales, comme la Mollesse, il ne sombre jamais dans le grotesque baroque. Critique, le Lutrin l’est aussi : Boileau n’y cache pas sa volonté de moquer quelques œuvres à succès de son temps, mais qu'il n'apprécie pas, comme le Cyrus et la Clélie de Madeleine de Scudéry et d’attaquer « l’abus de l’allégorie, de la mythologie », « le goût du siècle pour l’emphase et le ton ampoulé ».
Le poème compte 1 228 alexandrins.